# 十匙一飯
《十匙一飯》（：／，又譯：十匙一犯），為韓國MBC於2020年7月22日起播出的水木連續劇，由《Two Cops》、《壞爸爸》的陳昌奎導演與崔京作家合作打造。此劇為MBC劇本公募決選作品，講述一名擁有600億韓元資產的名畫家死亡後，其遺屬與辦案人員聚集在他的豪宅裡展開一場勾心鬥角的對決，描述人們在貪念萌發作出選擇的故事。
台灣由LINE TV、friDay影音、愛奇藝台灣站、myVideo影音隨看、KKTV自7/23起每週四五首播。中華電信MOD自7/24起每周播出4集。

## 演員陣容

### 主要人物
| 演員   | 角色   | 介紹 |
| 金慧峻 | 劉光娜 | 20歲，仁浩與智慧因婚外情而生下的女兒，與媽媽在貧窮中掙扎。儘管環境艱苦，她還是成長為一個積極堅強的人。她不喜歡媽媽繼續向20年前分手的爸爸勒索錢財，也不願意讓別人知道自己希望獨霸爸爸遺產的想法，目前靠自己能力賺取學費和生活費。 |
| 吳娜拉 | 金智慧 | 42歲，仁浩昔日的情婦，光娜的媽媽，年輕時因美貌走紅的模特兒。雖然在20歲出頭遇到仁浩後突然懷孕，全盛期並不長，但是依靠仁浩給的撫養費過着華麗的生活。但是，她被認識的男人欺騙後傾家蕩產。此後，她多次以賺錢為藉口與新男人見面，對女兒是疏忽的。她決定在今年仁浩的生日一定要得到其歡心，確保自己能獲得遺產。無論是他的前妻還是獨孤哲，都想將所有妨礙她的人排除在繼承名單之外。 |

### 周邊人物
| 演員   | 角色   | 介紹 |
| 金正英 | 池雪英 | 51歲，仁浩的前妻，話劇導演。25年前與仁浩結婚，婚後5年目睹了丈夫出軌後就不顧一切地離婚，但是三年後似乎又復合。一年前，畫家罹患癌症後，就和畫家同居照顧他。她是一個有氣派，卻不知其內心想法的神祕人物。外表看似脆弱，內心卻有很剛強、有狠勁，是不可看低的外柔內剛人物。 |
| 南文哲 | 劉仁浩 | 58歲，畫家，一生埋頭繪畫獲得了豐厚的金錢和榮譽，但家庭破裂，周圍只有盯著他錢財的人。隨著年齡越大，他越不相信人，把周圍的人都看做是貪錢的人。一年前，他因罹患胃癌被診斷為生命倒數，在這次58歲生日時，他將公開之前寫好的遺囑。                                          |
|        | 劉仁國 | 仁浩同母同父的弟弟，海俊的爸爸，15年前去仁浩家後失蹤。 |
| 李允熙 | 文正旭 | 58歲，仁浩的大學摯友，雖夢想成為畫家，但陷入低潮期，在仁浩成功後管理他的畫作和對外日程的經紀人，已經擔任15年。50歲以後，在仁浩的提議下開始一起生活，無論發生什麼事他都能輕鬆應對，很能迎合老朋友的口味。                                                              |
| 南美正 | 朴珍淑 | 在仁浩家中工作20多年的保姆，對畫家和周邊人物都一一瞭解，贏得了畫家的信任。一年前，自從雪英搬進來後，發現家裏的氣氛有些變化，但她並不在意。她會在仁浩不注意時，偷掉家裡的畫作。                                                                                        |
| 韓秀賢 | 獨孤哲 | 48歲，仁浩同母異父的弟弟，因親父暴力對待仁浩，導致兄弟關係不好。用風度翩翩的外在與口才把自己包裝成是IT企業家，實際上經營著非法賭博網站，有五次詐欺前科。對自己的女兒毫不關心。                                                                                        |
| 崔圭真 | 劉海俊 | 25歲，畫家的姪子兼養子，仁國的兒子，精明的法學院學生。他自孩提時代就失去了父母，由伯父仁浩撫養長大，常常回去看顧畫家，是畫家相當信任的人。 |
| 金施恩 | 獨孤善 | 20歲，獨孤哲的女兒，從小就寄住在大伯家，重讀生，天生就習慣孤獨的孩子。她擁有高挑美貌，總是將自己和光娜比較，並無視貧窮、不會耍帥的劉光娜。但是如果瞭解兩人的過去，就會發現兩人只是不知道如何變得親近。                                                                |

### 其他人物
| 演員   | 角色   | 介紹                                                                                     |
| 權桐湖 | 洪刑警 | 畫家殺人事件的調查刑警，雖然希望以能力和經驗為基礎盡快解決事件，但不會因此而隨便下結論。 |
| 張哲順 | 姜刑警 | 畫家殺人事件的調查刑警，為幫助洪刑警抓住犯人而努力。                                     |
| 金明善 | 陳妍熙 | 律師，全權負責劉仁浩遺囑的法律代理人。                                                   |

## 收視率
| 集數       | 集數       | 播出日期   | AGB收視率        |
| 集數       | 集數       | 播出日期   | 大韓民國（全國） |
| ---------- | ---------- | ---------- | ---------------- |
| 1          | 1部        | 2020/07/22 | 3.7%             |
| 1          | 2部        | 2020/07/22 | 3.9%             |
| 2          | 1部        | 2020/07/23 | 2.8%             |
| 2          | 2部        | 2020/07/23 | 3.3%             |
| 3          | 1部        | 2020/07/29 | 3.0%             |
| 3          | 2部        | 2020/07/29 | 3.9%             |
| 4          | 1部        | 2020/07/30 | 2.4%             |
| 4          | 2部        | 2020/07/30 | 2.8%             |
| 5          | 1部        | 2020/08/05 | 2.9%             |
| 5          | 2部        | 2020/08/05 | 3.2%             |
| 6          | 1部        | 2020/08/06 | 2.4%             |
| 6          | 2部        | 2020/08/06 | 2.8%             |
| 7          | 1部        | 2020/08/12 | 2.1%             |
| 7          | 2部        | 2020/08/12 | 3.2%             |
| 8          | 1部        | 2020/08/13 | 2.7%             |
| 8          | 2部        | 2020/08/13 | 3.3%             |
| 平均收視率 | 平均收視率 | 平均收視率 | 3.03%            |

- 收視最低的集數以藍色表示，收視最高的集數以紅色表示，而空格則表示該集的收視沒有相關數據。

## 同時段作品

### 同時段競爭作品
- JTBC 水木迷你連續劇：《我們，愛過嗎》

### 同一劇集時段作品
- KBS2 水木連續劇：《出師表》
- tvN 水木連續劇：《惡之花》

## 提名及獲獎列表
| 年度   | 頒獎典禮    | 獎項                              | 入圍者 | 結果 |
| 2020年 | MBC演技大獎 | 月火及短篇劇部門 女子最優秀演技獎 | 吳娜拉 | 提名 |
| 2020年 | MBC演技大獎 | 月火及短篇劇部門 女子優秀演技獎   | 金慧峻 | 提名 |
| 2020年 | MBC演技大獎 | 男子助演獎                        | 南文哲 | 提名 |
| 2020年 | MBC演技大獎 | 男子新人獎                        | 崔圭真 | 提名 |
| 2020年 | MBC演技大獎 | 女子新人獎                        | 金慧峻 | 獲獎 |

## 外部連結
- 韓國MBC官方網站 （页面存档备份，存于）
- 韓國MBC官方網站 （页面存档备份，存于）（中文）
- Daum上《十匙一飯》的資料
- NAVER上《十匙一飯》的資料

| MBC 水木劇                                 | MBC 水木劇                                         | MBC 水木劇 |
| ------------------------------------------ | -------------------------------------------------- | ---------- |
|                                            | （2020年7月22日－2020年8月13日）                   |            |
| 李小姐知情 （2020年7月8日－2020年7月16日） | 當我最漂亮的時候 （2020年8月19日－2020年10月14日） |            |

| 新加坡、 马来西亚、 Oh!K 星期四、五 19:40 - 21:00 | 新加坡、 马来西亚、 Oh!K 星期四、五 19:40 - 21:00  | 新加坡、 马来西亚、 Oh!K 星期四、五 19:40 - 21:00 |
| ------------------------------------------------- | -------------------------------------------------- | ------------------------------------------------- |
|                                                   | 十匙一饭 （2020年7月23日－2020年8月14日）          |                                                   |
| 李小姐都知道 （2020年7月9日－2020年7月17日）      | 當我最漂亮的時候 （2020年8月20日－2020年10月16日） |                                                   |

| 臺灣 華藝影劇台 星期一至五 20:00 - 22:00（兩集連播）  | 臺灣 華藝影劇台 星期一至五 20:00 - 22:00（兩集連播） | 臺灣 華藝影劇台 星期一至五 20:00 - 22:00（兩集連播） |
| ----------------------------------------------------- | ---------------------------------------------------- | ---------------------------------------------------- |
|                                                       | 十匙一犯 （2022年2月21日－2022年2月25日）            |                                                      |
| 千萬別跟那個男人交往 （2022年2月11日－2022年2月18日） | 極智對決 誰梭了算 （2022年2月28日－2022年4月4日）    |                                                      |